# Christian Rubeck
Christian Rubeck es un actor noruego.

## Biografía
En el 2000 se unió al "Drama Centre London", de donde se graduó en el 2003.
Christian habla con fluidez noruego e inglés.

## Carrera
Christian es miembro del "Norwegian National Theatre".
En el 2005 dio vida al importante químico alemán Otto Hahn en la miniserie Nova.
En 2008 se unió al elenco principal de la película Max Manus donde dio vida a Kolbein Lauring, un miembro de la resistencia noruega durante la Segunda Guerra Mundial.
En 2013 dio vida al rastreador Jonathan, un cazador de brujas en la película Hansel & Gretel: Witch Hunters, protagonizada por Jeremy Renner y Gemma Arterton. Jonathan es asesinado por la bruja malvada Muriel (Famke Janssen).
En el 2014 se unió al elenco secundario de la película Dead Snow 2 Red Vs Dead donde dio vida al oficial de policía que arresta a Martin (Vegar Hoel) cuando lo encuentran por primera vez cubierto de sangre.
En el 2015 apareció como invitado en la serie The Interceptor donde interpretó a Forsberg, el "Vikingo".
Ese mismo año se unió al elenco principal de la miniserie Kampen om tungtvannet (en inglés: "The Heavy Water War"), donde dio vida a Claus Helberg, un combatiente de la resistencia y miembro del "Norwegian Independent Company 1". La miniserie cuenta la historia real de los actos de sabotaje contra la planta de producción de agua pesada de la compañía "Norsk Hydro" en Rjukan en el centro de Noruega durante la Segunda Guerra Mundial. En la miniserie compartió créditos con los actores Tobias Santelmann, Torstein Bjørklund, Eirik Evjen, Benjamin Helstad, Espen Klouman Høiner, Mads Sjøgård Pettersen y Christoph Bach.
En el 2016 se unió al elenco principal de la serie Nobel donde interpreta al Ministro de Asuntos Exteriores, hasta ahora.

## Filmografía

### Series de televisión
| Año             | Título                 | Personaje                      | Notas                                 |
| --------------- | ---------------------- | ------------------------------ | ------------------------------------- |
| 2016 - presente | Nobel                  | Ministro de Asuntos Exteriores | 8 episodios                           |
| 2015            | The Interceptor        | Forsberg                       | 2 episodios                           |
| 2015            | Kampen om tungtvannet  | Claus Helberg                  | 6 episodios - miniserie               |
| 2014 - 2015     | Kampen for tilværelsen | Rutger                         | 3 episodios                           |
| 2014            | Det tredje øyet        | Håvard de Lange                | 10 episodios                          |
| 2007            | Nattsøsteren           | Nils Bergman                   | 4 episodios - miniserie               |
| 2006            | Hotel Babylon          | Mr. Rautenan                   | episodio # 1.1                        |
| 2005            | Nova                   | Otto Hahn                      | episodio "E=mc²: Einstein's Big Idea" |
| 2005            | Dream Team             | Asa Maloin                     | episodio "In Blood Thus Far Steep'd"  |
| 2005            | Miss Marple            | Rudi Schertz                   | episodio "A Murder Is Announced"      |
| 2004            | Wild West              | Turista                        | episodio "The Exploding Car"          |

### Películas
| Año  | Título                            | Personaje       | Notas |
| ---- | --------------------------------- | --------------- | --- |
| 2014 | Dead Snow 2 Red Vs Dead           | Policía         | junto a Vegar Hoel, Ørjan Gamst, Martin Starr, Ingrid Haas, Stig Frode Henriksen y Hallvard Holmen          |
| 2014 | Amnesia                           | Thomas          | junto a Pia Tjelta                                                                                          |
| 2013 | Hansel & Gretel: Witch Hunters    | Jonathan        | junto a Jeremy Renner, Gemma Arterton, Famke Janssen, Pihla Viitala, Derek Mears y Ingrid Bolsø Berdal      |
| 2013 | Seksten en halv time              | Christopher     | corto - junto a Tobias Santelmann, Frederikke Dahl Hansen, Julie Wieth y Johannes Blåsternes                |
| 2011 | Age of Heroes                     | General Dietl   | junto a Sean Bean, Danny Dyer, Aksel Hennie, Izabella Miko, James D'Arcy, William Houston y Stephen Walters |
| 2010 | En helt vanlig dag på jobben      | Per             | junto a Jan Gunnar Røise, Ingar Helge Gimle, Erik Aleksander Schjerven, Jon Øigarden y Kristin Eidså        |
| 2008 | Max Manus: Man of War             | Kolbein Lauring | junto a Aksel Hennie, Agnes Kittelsen, Nicolai Cleve Broch, Ken Duken, Pål Sverre Hagen y Jakob Oftebro     |
| 2008 | Varg Veum - Kvinnen i kjøleskapet | Kjetil          | junto a Trond Espen Seim, Bjørn Floberg, Dennis Storhøi, Charlotte Grundt y Kathrine Fagerland              |
| 2006 | Reprise                           | Lars            | junto a Anders Danielsen Lie, Espen Klouman Høiner, Viktoria Winge, Odd-Magnus Williamson y Thorbjørn Harr  |
| 2005 | E=mc²                             | Otto Hahn       | junto a Andrew Callaway, Daniel D'Alessandro, Brendan Fleming, Anton Lesser, Alex Macqueen y Aidan McArdle  |

### Director de Casting
| Año  | Título           | Notas |
| ---- | ---------------- | ----- |
| 2011 | Oslo, 31. august | -     |

### Videojuego
| Año  | Título             | Personaje      | Notas                           |
| ---- | ------------------ | -------------- | ------------------------------- |
| 2004 | ToCA Race Driver 2 | Stellan Hansen | prestó su voz para el personaje |

### Teatro
| Año | Obra                       | Personaje   | Director (a)    | Teatro                  | Notas |
| --- | -------------------------- | ----------- | --------------- | ----------------------- | ----- |
| -   | På Bunnen                  | Vaska Pepel | Osk. Korsunovas | Nationaltheatret        | -     |
| -   | En Himmel Full Av Stjerner | Tor Arne    | I. Tindberg     | Oslo Nye Centralteatret | -     |
| -   | Intemperance               | Kyrre       | Gemma Bodinetz  | Everyman Theatre        | -     |

## Premios y nominaciones
| Año  | Categoría                                                   | Premio            | Películas               | Resultado |
| ---- | ----------------------------------------------------------- | ----------------- | ----------------------- | --------- |
| 2015 | Best Male Actor in a Leading Role (junto a Bjørn Sundquist) | Kanonprisen Award | Her er Harold y Amnesia | Nominado  |